# Desolate
Desolate (englisch Verwüsten) ist ein Album der belgischen Funeral-Doom-Band Beyond Black Void.

## Geschichte
Im Jahr 2002 eingespielt, erschien Desolate als Gründungs- und Debütveröffentlichung des Stijn-van-Cauter-Projektes Beyond Black Void im Januar 2003.

## Albuminformationen
Desolate ist das erste Studioalbum der Band. Das am 1. Januar 2003 erstmals veröffentlichte Album enthält drei separate Stücke, die eine Gesamtspielzeit von 1:09:43 Stunden haben. Am 20. November 2006 wurde das Album über Marche Funebre Productions neu gemastert wiederveröffentlicht.

### Gestaltung
Die Gestaltung übernahm van Cauter selbst. Das Cover zeigt eine karge Landschaft mit einem dystopisch rostigen einem Turm ähnlichen Gebilde im Vordergrund. Das Bild erweise sich als „ziemlich selbsterklärend und man [könne] die Trostlosigkeit einer nie endenden Einsamkeit spüren.“

### Titelliste
1. Desolate: 23:24
2. Storm Over Jupiter: 31:36
3. Evervoid: 14:47

### Stil
Die von Beyond Black Void auf Desolate gespielte Musik wird als extremer und minimalistischer Funeral Doom beschrieben. Insbesondere der Unterschied zum zeitnah erschienenen Album From Funeral Skies von The Ethereal sei nur marginal. Doch Desolate sei „langsam, sehr langsam, repetitiv und hypnotisierend.“ Auf das Minimum aus „Gitarre, Pauke und Gesang“ reduziert, begrenzt sich die Musik auf die Dynamik zwischen einer hohen und langsamen Leadgitarre und einer extrem tief gestimmten Bass-Gitarre. Das Album wirke beinah wie eine instrumentale Veröffentlichung. Der Gesang aus tiefen und unverständlichen Growls wirke „gespenstisch, […] wie ein Flüstern aus dem Jenseits“. Meist von verzerrten Gitarren geführt bewegen sich die Kompositionen mit kräftigen Bass- und Perkussion-Spuren „wie ein Strom brennender Lava.“

## Wahrnehmung
Während Christian Wögerbauer für Vampster urteilte, dass das Album „eher in die Kuriositätenecke als auf die Empfehlungsliste“ gehöre, lobte Kostas Panagiotou Desolate für Doom-Metal.com.

„Beyond Black Void is possibly the most devastatingly depressive, oppressive, nihilistic and desolate entity in the realms of dark music.“

„Beyond Black Void ist möglicherweise die verheerend depressivste, bedrückendste, nihilistischste und trostloseste Einheit im gesamten Spektrum dunkler Musik.“

Ähnlich gespalten fielen die Beurteilungen weiterer Rezensionen aus. Das Album sei „Emotions- und Seelenlos“ oder gar Zeitverschwendung, steht der Einschätzung gegenüber, es sei der konsequente minmalistsche Funeral Doom, der „eine leicht zu übersehende inhärente Majestätik“ besitze.